# Erlenmeyer–Plöchl吖内酯及氨基酸合成
Erlenmeyer–Plöchl吖内酯及氨基酸合成（Erlenmeyer-Plöchl azlactone and amino acid synthesis）
将甘氨酸经过噁唑酮和吖内酯转变为其他氨基酸的过程。
反应过程为：
1. 甘氨酸的苯甲酰衍生物马尿酸[3]在乙酸酐存在下发生分子内缩合，生成2-苯基噁唑酮。[4]
2. 2-苯基噁唑酮中间体具有两个酸性氢原子，它在乙酸钠和乙酸酐存在下与苯甲醛经Perkin反应缩合为所谓吖内酯，即亚苄基苯基噁唑酮。
3. 吖内酯再经还原，得到苯丙氨酸。[5]

## 应用
用于L-m-酪氨酸的合成：
反应过程为：首先间羟基苯甲醛的苄醚 (1)与乙酰甘氨酸 (2)、乙酸酐和乙酸钠反应生成吖内酯（未画出）。 吖内酯被乙酸钠在甲醇中开环为脱氢氨基酸 (3)。 (3) 氢化得外消旋的N-酰基-m-酪氨酸甲酯 (4)， 苄醚保护基也被脱掉。 (4) 用酶进行动力学拆分， 只有(S)-甲酯能被水解，产生可溶于二氯甲烷的(S)-(5)， 不能水解的 (R)-(4) 则留在水相。 最后用盐酸水解(S)-(5)的酰胺键，得(S)-L-m-酪氨酸 (6)。